# Eulepethidae

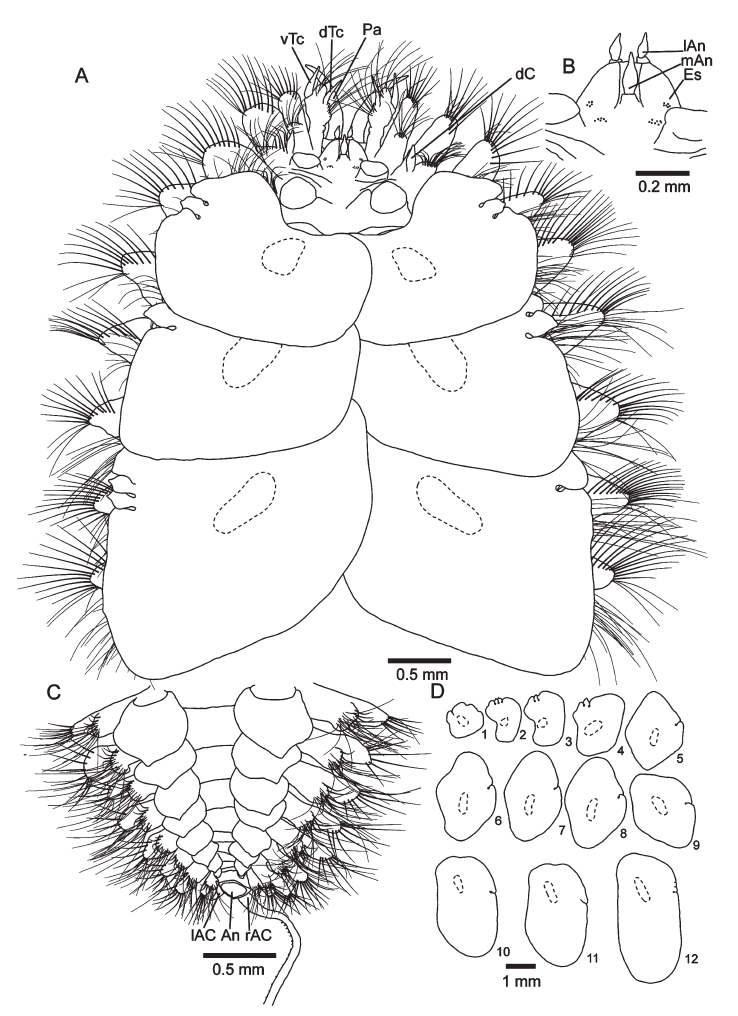
Eulepethus nanhaiensis

Eulepethidae (лат.) — семейство кольчатых червей отряда Phyllodocida из подкласса Errantia класса многощетинковых.

## Описание
Морские придонные многощетинковые черви. Все хеты простые. Простомиум маленький и окружён передне-направленными параподиями. Перистомиум редуцирован до губ. Присутствует пара латеральных антенн и срединная антенна. Тело уплощённое, два усика, четыре челюсти присутствуют. Чешуевидные пластины-элитры чередуются с дорсальными цирри на передних сетигерах, присутствуют на всех задних сетигерах; элитры маргинально зазубрены или с уплощёнными краевыми щетинками. Все волоски простые. Неврацикула дистально молоточковидная.
Эулепетиды зарываются в мягкие донные отложения, а один вид был зарегистрирован как комменсал с акоэтидным чешуйчатым червем Acoetidae, строящим трубки.
Eulepethidae редки, но широко распространены в разных районах в западной части Индийского океана, в Тихом океане, Мексиканском заливе, Атлантическом океане и Адриатическом море, на глубинах от низких литоральных до 823 м.

## Систематика
Известно 6 родов и около 20 видов. Семейство было впервые описано в 1919 году американским зоологом Ральфом Чемберлином (Ralph Vary Chamberlin; 1879—1967). Грубе (1875, 1878) описал первый вид, Eulepis hamifera, хотя и поместил его в семейство Sigalionidae. Макинтош (1885) описал ещё два вида, заявив, что их следует рассматривать как новое семейство; тем не менее, он поместил их в Polynoidae. Дарбу (Darboux, 1900) создал новый таксон Eulepidinae в составе Aphroditidae. Огенер (Augener, 1918) впоследствии возвёл в статус семейства, как Eulepidae. Чемберлин (1919) заменил родовое название Eulepis на Eulepethus, заменил Eulepethinae на Eulepidinae и перевёл подсемейство в Sigalionidae. Хартман (1939) отнёс Eulepethus к Pareulepis и предложил новое семейство Pareulepidae. Петтибон (1969) проанализировал эту литературу и решил, что есть все основания для создания нового семейства Eulepethidae, основанного на номинальном роде Eulepethus Chamberlin. Eulepethidae также предшествует Pareulepidae Hartman, основанному на Pareulepis, который является старейшим доступным родовым названием в семействе, но с другим типовым видом. В итоге принято современное название Eulepethidae.
- Eulepethus Chamberlin, 1919
- Grubeulepis Pettibone, 1969[7]
- Lamelleulepethus Pettibone, 1986
  - =Lammeleulepethus Pettibone, 1986
- Mexieulepis Rioja, 1962
- Pareulepis Darboux, 1900
- Proeulepethus Pettibone, 1986[8]